# Mazama środkowoamerykańska

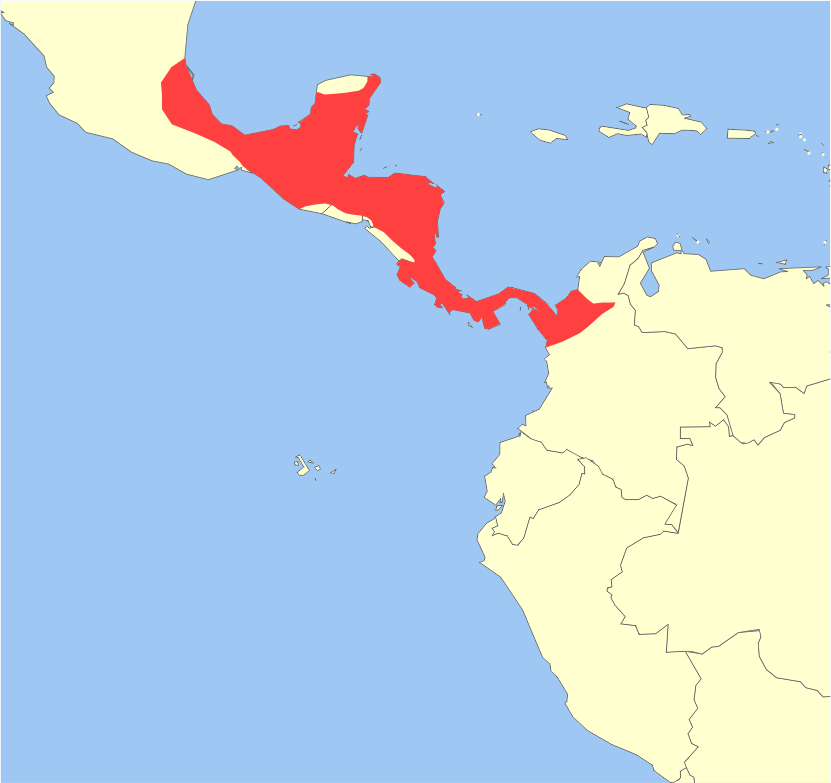
Geograficzny zasięg występowania Mazama temama

Mazama środkowoamerykańska – gatunek jelenia mazama, zamieszkujący obszar od południowego Meksyku, poprzez Amerykę Środkową, aż do północno-zachodniej Kolumbii. W przeszłości był traktowany jako podgatunek mazamy rudej, z Ameryki Południowej. Jego kariotyp okazał się jednak inny. 